# Animals as Leaders
Animals as Leaders is een Amerikaanse instrumentale progressieve metalband uit Washington, DC . De bandleden zijn de gitaristen Tosin Abasi en Javier Reyes, en drummer Matt Garstka. De band is opgericht door Abasi in 2007. Ze zijn een vooraanstaande band binnen de djent- scene. Prosthetic Records bracht in 2009 het gelijknamige debuutalbum van de band uit. Daarop volgend hebben ze de albums Weightless (2011), The Joy of Motion (2014), The Madness of Many (2016) en Parrhesia (2022) uitgebracht.

## Geschiedenis
Animals as Leaders ontstond nadat de metalcoreband van gitarist Tosin Abasi, Reflux, uit elkaar ging. Het heavy metal platenlabel Prosthetic Records zag Abasi's gitaarwerk en vroeg hem een soloalbum voor hen te maken. Abasi weigerde aanvankelijk, omdat hij het gevoel had dat een dergelijke poging "... egoïstisch en onnodig" zou zijn. Abasi besloot een jaar vrij te nemen om muziek te studeren, omdat hij voelde dat hij zijn hoogtepunt in gitaarspel niet kon bereiken. Nadat Abasi zijn opleiding had afgerond, nam hij het label op met het aanbod van een soloproject.
De naam Animals as Leaders is geïnspireerd op de roman Ishmael uit 1992 van Daniel Quinn, waarin het antropocentrisme aan de orde komt. Abasi bedacht de naam als een herinnering "dat we allemaal in wezen dieren zijn".

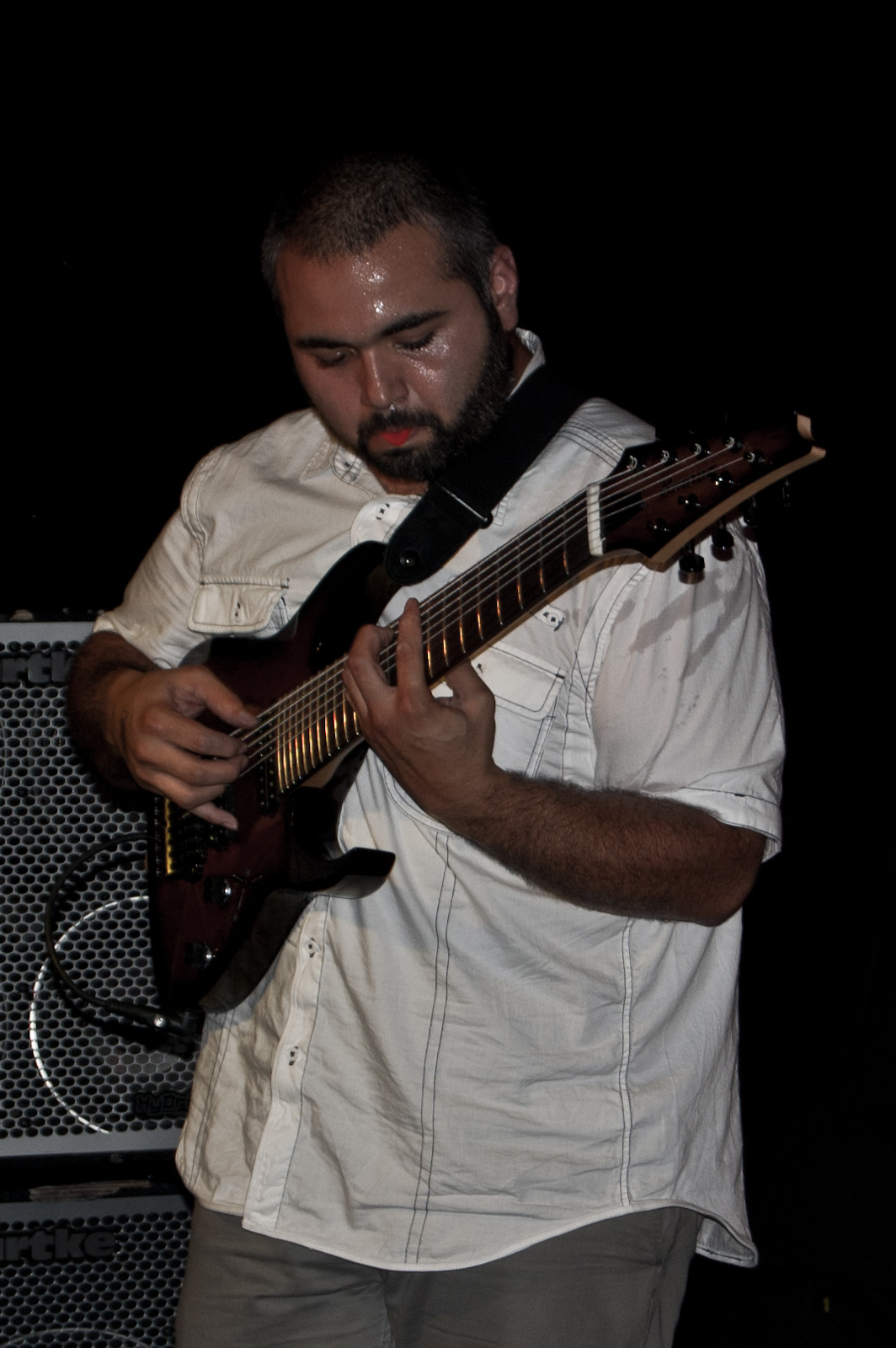
Javier Reyes speelt gitaar

Het eerste album van het project, Animals as Leaders, werd begin 2008 opgenomen. Abasi nam het leeuwendeel van de gitaar- en bastracks op het album voor zijn rekening; een paar gitaarsolo's, drums en verschillende gesynthetiseerde effecten werden geprogrammeerd door ingenieur Misha Mansoor van Periphery en Haunted Shores. Het album werd op 28 april 2009 uitgebracht door Prosthetic Records. 
In 2010 deed de band een uitgebreide tour, waaronder de 2010 Summer Slaughter Tour met acts als Decapitated, Vital Remains, Carnifex, The Faceless, All Shall Perish, The Red Chord, Cephalic Carnage, Veil of Maya en Decrepit Birth. Na Summer Slaughter toerden ze met meer mainstream acts als Circa Survive en Dredg. Ze uploadden later dat jaar een niet op een album staande digitale single genaamd Wave of Babies naar iTunes.
De tour met Circa Survive, Dredg en Codeseven was van medio 2010 tot begin 201. Daarop volgend toerden ze begin 2011 samen met Underoath, Thursday en A Skylit Drive om Underoath's nieuwste release, Ø te promoten.
Op 26 mei 2011 nam Animals as Leaders deel aan een benefietshow van het Rode Kruis getiteld " Josh Barnett Presents The Sun Forever Rising" in het House of Blues in West Hollywood, Californië. Kort daarna waren ze voor het eerst headliner met onder andere de openingsacts Intronaut, Dead Letter Circus, Last Chance to Reason en Evan Brewer . Op 27 juli 2011, tijdens een show in de Masquerade in Atlanta, Georgia, kondigde Tosin Abasi aan dat ze de show aan het opnemen waren voor een live dvd.
De band is aangekondigd als het eerste voorprogramma van Between the Buried and Me tijdens hun Europese tour in september 2011, ook met de Franse band Doyle. Datzelfde jaar bracht de band, als vervolg op hun titelloze album, hun LP uit, getiteld Weightless, op 8 november in de Verenigde Staten, november in Europa en 7 november in het VK.

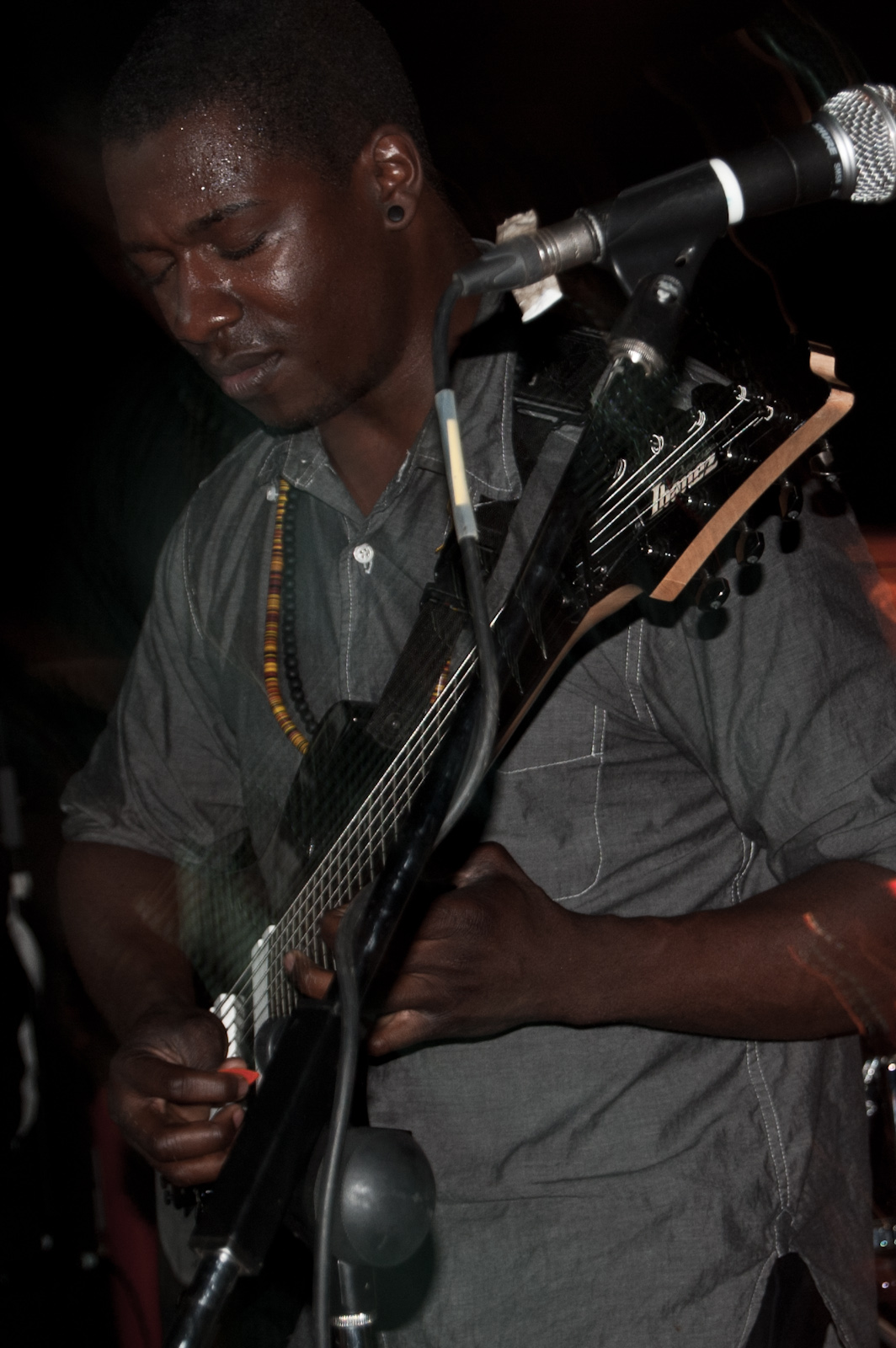
Tosin Abasi in 2011

In het voorjaar van 2012 begon Animals as Leaders aan een headliner-tour door Europa en keerde daarna terug naar Noord-Amerika om te openen voor Thrice . Navene Koperweis verliet in maart Animals as Leaders. Prosthetic Records kondigde vervolgens op 23 maart aan dat drummer Matt Garstka met hen mee zou gaan op tournee.
"We zien alleen maar veel potentieel bij Matt en kijken ernaar uit om met hem op te treden tijdens de komende tours", zegt Abasi. "We zijn erg enthousiast over de toekomst van AAL, die rooskleuriger is dan ooit. Ik ben meer dan enthousiast voor onze fans om wat van de nieuwe muziek te horen die we al aan het brouwen zijn voor de toekomst!"
Op 28 november 2012 kondigde Misha Mansoor, de producer van het eerste Animals as Leaders- album, aan dat hij was begonnen met het schrijven van riffs met Tosin Abasi, met de bedoeling om te beginnen met opnemen op hun derde album. Twee dagen later werd bevestigd dat Mansoor de band aan het opnemen was na de voltooiing van twee nummers. Op 14 februari 2014 kondigde de band hun derde studioalbum aan, The Joy of Motion, dat op 25 maart 2014 werd uitgebracht via Sumerian Records .
Op 2 februari 2016 maakten ze op Instagram bekend dat ze bezig waren met hun vierde studioalbum. Op 22 september maakten ze bekend dat het album de titel The Madness of Many zou krijgen en op 11 november 2016 zou verschijnen. Op 30 september brachten ze een single van het album uit, "The Brain Dance". Op 18 oktober brachten ze nog een nummer van het album uit, "Arithmophobia". Dit nummer bevat veel gebruik van oneven ritmes, vandaar de naam.
Op 1 september 2021 bracht de band "Monomyth" uit als single. Het werd door Loudwire verkozen tot het 20e beste metalnummer van 2021.
Op 18 november 2021 kondigde de band hun vijfde studioalbum aan, getiteld Parrhesia, en bracht een single van het album uit, "The Problem of Other Minds." Het album werd uitgebracht op 25 maart 2022.

## Stijl
Animals as Leaders is een progressieve metalband wiens stijl put uit progressieve rock, jazzfusion, funk en elektronica . Drummer Matt Garstka heeft de stijl van de band "metal fusion" genoemd. Ze zijn een prominente band binnen de djent- scene. De band valt op door de afwezigheid van een bassist, die wordt "vervangen" door twee achtsnarige gitaristen.

## Bandleden
Abasi en Reyes zijn ook lid van de supergroep TRAM, naast voormalig Mars Volta- blazersinstrument Adrián Terrazas-González en Suicidal Tendencies- drummer Eric Moore. Reyes heeft ook zijn eigen zijproject, Mestis.

### Huidig
- Tosin Abasi - gitaren (2007-heden), bas (2008-2012)
- Javier Reyes - gitaren (2009-heden), bas (2015-heden)
- Matt Garstka - drums (2012-heden)

### Verleden
- Chebon Littlefield - bas, keyboards (2007-2008)
- Matt Halpern - drums (2009)
- Navene Koperweis - drums, keyboards (2009-2012)

## Discografie

### Studio-albums
| Titel                      | Album details                                               | Hoogste positie in hitlijsten | Hoogste positie in hitlijsten | Hoogste positie in hitlijsten | Verkoop      |
| Titel                      | Album details                                               | US                            | US Rock                       | US Hard Rock                  | Verkoop      |
| -------------------------- | ----------------------------------------------------------- | ----------------------------- | ----------------------------- | ----------------------------- | ------------ |
| Animals as Leaders         | - Uitgebracht: april 28, 2009 - Label: Prosthetic Records   | —                             | —                             | —                             |              |
| Weightless                 | - Uitgebracht: november 4, 2011 - Label: Prosthetic Records | 92                            | 19                            | 7                             |              |
| The Joy of Motion          | - Uitgebracht: maart 24, 2014 - Label: Sumerian Records     | 23                            | 4                             | 2                             | - US: 50,000 |
| The Madness of Many        | - Uitgebracht: november 11, 2016 - Label: Sumerian Records  | 56                            | 6                             | 1                             |              |
| Parrhesia                  | - Uitgebracht: maart 25, 2022 - Label: Sumerian Records     | —                             | —                             | —                             |              |
| "—" betekent geen notering |                                                             |                               |                               |                               |              |

### Singles
- "Wave of Babies" (2010)
- "Monomyth" (2021)
- "The Problem of Other Minds" (2021)
- "Gordian Naught" (2022)

### Heruitgaven
- "Animals as leaders - Encore-editie" (2015)

### Live-albums
- "Animals as Leaders- Live 2017" (2018)

## Videografie
| Jaar | Titel                        | Regisseur             |
| ---- | ---------------------------- | --------------------- |
| 2010 | "CAFO"                       | Scott Hansen          |
| 2011 | "Isolated Incidents"         | Jay Wynne             |
| 2012 | "Weightless" (unreleased)    | Scott Hansen          |
| 2014 | "Lippincott"                 | Jay Wynne             |
| 2015 | "Physical Education"         | Cameron Alexander     |
| 2017 | "Cognitive Contortions"      | Randy Edwards         |
| 2021 | "Monomyth"                   | Telavaya Reynolds     |
| 2021 | "The Problem of Other Minds" | Telavaya Reynolds     |
| 2022 | "Micro-Agressions"           | Marie Alyse Rodriguez |
| 2023 | "Red Miso"                   | Nicolaas Kadima       |